# Saint-Lambert (Montérégie)
Saint-Lambert ist eine Stadt im Südwesten der kanadischen Provinz Québec. Sie liegt in der Verwaltungsregion Montérégie, etwa fünf Kilometer östlich des Zentrums von Montreal. Die Stadt ist Teil der Agglomeration Longueuil, hat eine Fläche von 7,59 km² und zählt 21.861 Einwohner (Stand: 2016). Von 2002 bis 2006 war Saint-Lambert ein Stadtteil von Longueuil.

## Geographie
Saint-Lambert liegt am Ostufer des Sankt-Lorenz-Stroms in der Region Rive-Sud, in weitgehend flachem Gelände. Auf Stadtgebiet verläuft ein drei Kilometer langer Abschnitt des Sankt-Lorenz-Seewegs. Nachbargemeinden sind Longueuil im Norden und Osten, Brossard im Süden sowie Montreal im Westen (am gegenüberliegenden Flussufer).

## Geschichte

Stadtwappen

Das heutige Stadtgebiet gehörte einst zu zwei verschiedenen Grundherrschaften in Neufrankreich: Einerseits zur Seigneurie La Prairie, die 1647 den Jesuiten übertragen worden war, andererseits zur Seigneurie Longueuil, die 1657 in den Besitz von Charles Le Moyne gelangte. Die Besiedlung begann im frühen 19. Jahrhundert, bis zu Beginn der 1850er Jahre war die Landwirtschaft vorherrschend. Dies änderte sich 1852, als die Champlain and St. Lawrence Railroad (Kanadas erste Eisenbahnlinie) von La Prairie hierhin verlängert wurde. Dies ermöglichte eine direktere Fährverbindung nach Montreal und hatte eine rasche Urbanisierung zur Folge.
Die Gründung der Gemeinde Saint-Lambert erfolgte im Jahr 1857. Der Ortsname ist mehrdeutig: Den englischsprachigen Protestanten erinnerte er an Franz Lambert von Avignon, den französischsprachigen Katholiken an Lambert Closse, den ersten Kommandanten der Montrealer Stadtmiliz. 1859 wurde die Pont Victoria eröffnet, die erste Brücke über den Sankt-Lorenz-Strom. Dies führte zu einem starken Bevölkerungswachstum, so dass die Gemeinde 1921 den Stadtstatus erhielt. 1969 wurde Préville eingemeindet. Saint-Lambert war über ein Jahrhundert lang ein bevorzugter Wohnort für mittelständische, englischsprachige Protestanten. Noch 1981 betrug der Anteil der Anglophonen an der Bevölkerung 61 %. In der Folgezeit zogen immer mehr Frankophone in die Stadt, die heute die überwiegende Mehrheit stellen.
Die Regierung der Provinz Québec ordnete die Fusion mehrerer Gemeinden mit der Stadt Longueuil an, die am 1. Januar 2002 in Kraft trat. Saint-Bruno-de-Montarville bildete nun einen Stadtteil von Longueuil. Dieses Vorgehen stieß in Teilen der Bevölkerung auf großen Widerstand. Bei einem Referendum am 20. Januar 2004 sprachen sich 60 % der Abstimmenden für die Trennung aus. Die Gemeinde wurde am 1. Januar 2006 neu gegründet, musste aber einige Kompetenzen an den Gemeindeverband der Agglomeration Longueuil abtreten. Saint-Lambert ist Mitglied des im Jahr 2000 gegründeten Zweckverbandes Communauté métropolitaine de Montréal.

## Bevölkerung
Gemäß der Volkszählung 2011 zählte Saint-Lambert 21.555 Einwohner, was einer Bevölkerungsdichte von 2855 Einw./km² entspricht. 74,6 % der Bevölkerung gaben Französisch als Hauptsprache an, der Anteil des Englischen betrug 13,5 %. Als zweisprachig (Französisch und Englisch) bezeichneten sich 1,6 %, auf andere Sprachen und Mehrfachantworten entfielen 10,3 % (darunter 2,0 % Spanisch). Ausschließlich Französisch sprachen 21,9 %. Im Jahr 2001 waren 76,0 % der Bevölkerung römisch-katholisch, 9,5 % protestantisch und 9,6 % konfessionslos.

## Verkehr
Die Pont Victoria ist eine kombinierte Straßen- und Eisenbahnbrücke über den Sankt-Lorenz-Seeweg und den Sankt-Lorenz-Strom, die Saint-Lambert mit Montreal verbindet. Parallel dazu führt über den Kanal eine Brücke für Fußgänger und Radfahrer zur Südspitze der Île Notre-Dame. Dem Kanalufer entlang verläuft die Autoroute 20, eine der wichtigsten Autobahnen der Provinz Québec. Diese kreuzt sich mit der über den Strom führenden Route 112, der Hauptstraße in Richtung Sherbrooke. Saint-Lambert besitzt einen Bahnhof, an dem exo-Vorortszüge zwischen Montreal und Mont-Saint-Hilaire, VIA-Rail-Schnellzüge zwischen Montreal und Québec, Gaspé und Halifax sowie Amtrak-Bummelzüge zwischen Montreal und New York City halten. Die Stadt wird durch mehrere Buslinien der Gesellschaft Réseau de transport de Longueuil erschlossen. Von 1909 bis 1956 verkehrte auch die Montreal and Southern Counties Railway durch Saint-Lambert.

## Persönlichkeiten
- Romain-Octave Pelletier der Jüngere (1904–1968), Hörfunkmoderator, Musikproduzent und -kritiker
- Rhoda Wurtele (* 1922), Skirennläuferin
- Rhona Wurtele (1922–2020), Skirennläuferin
- Michel Proulx (* 1962), Ordensgeistlicher, Bischof von Bathurst
- Véronique Maranda (* 1986), Fußballspielerin

## Bilder

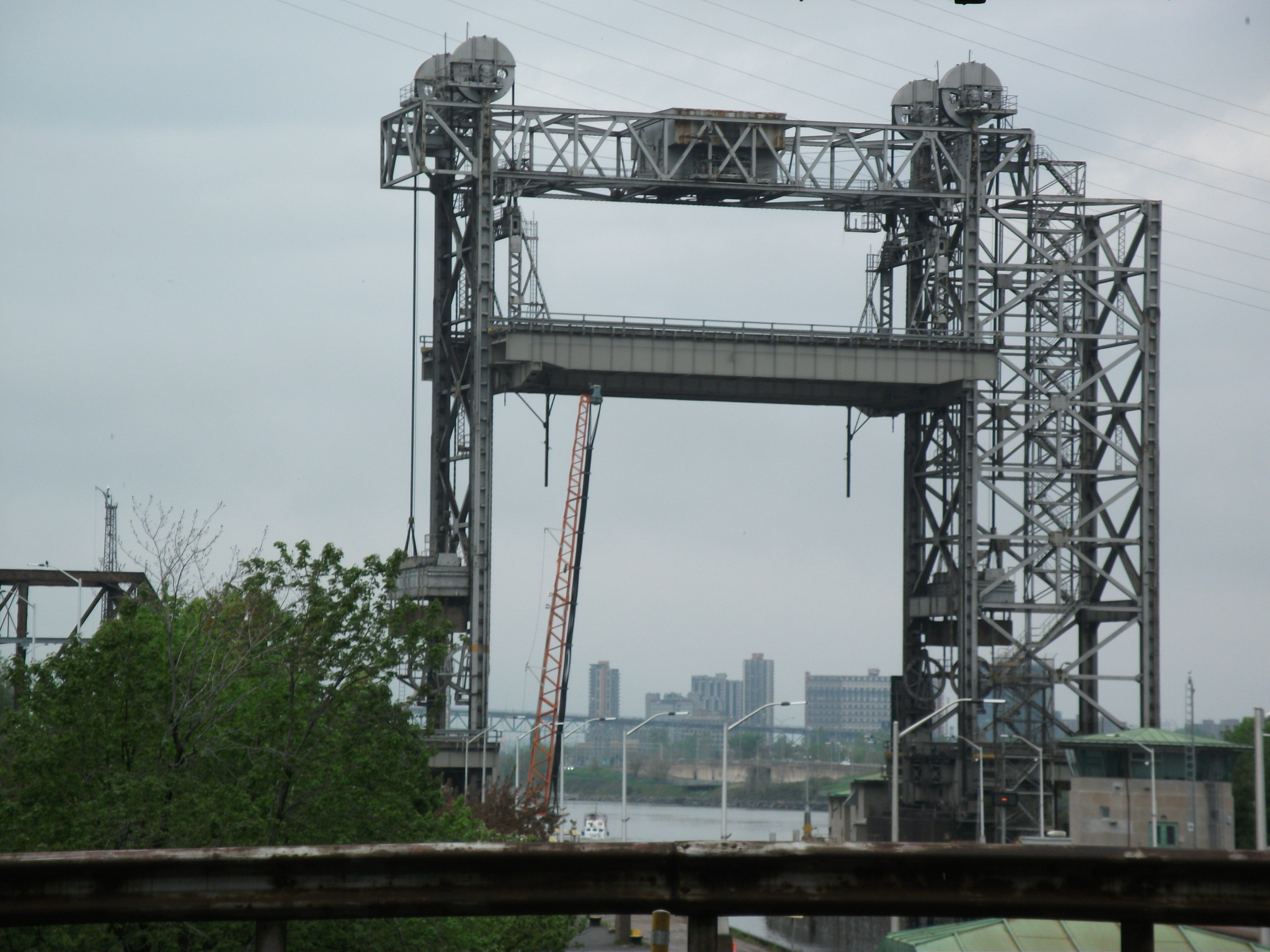
Kanalschleuse
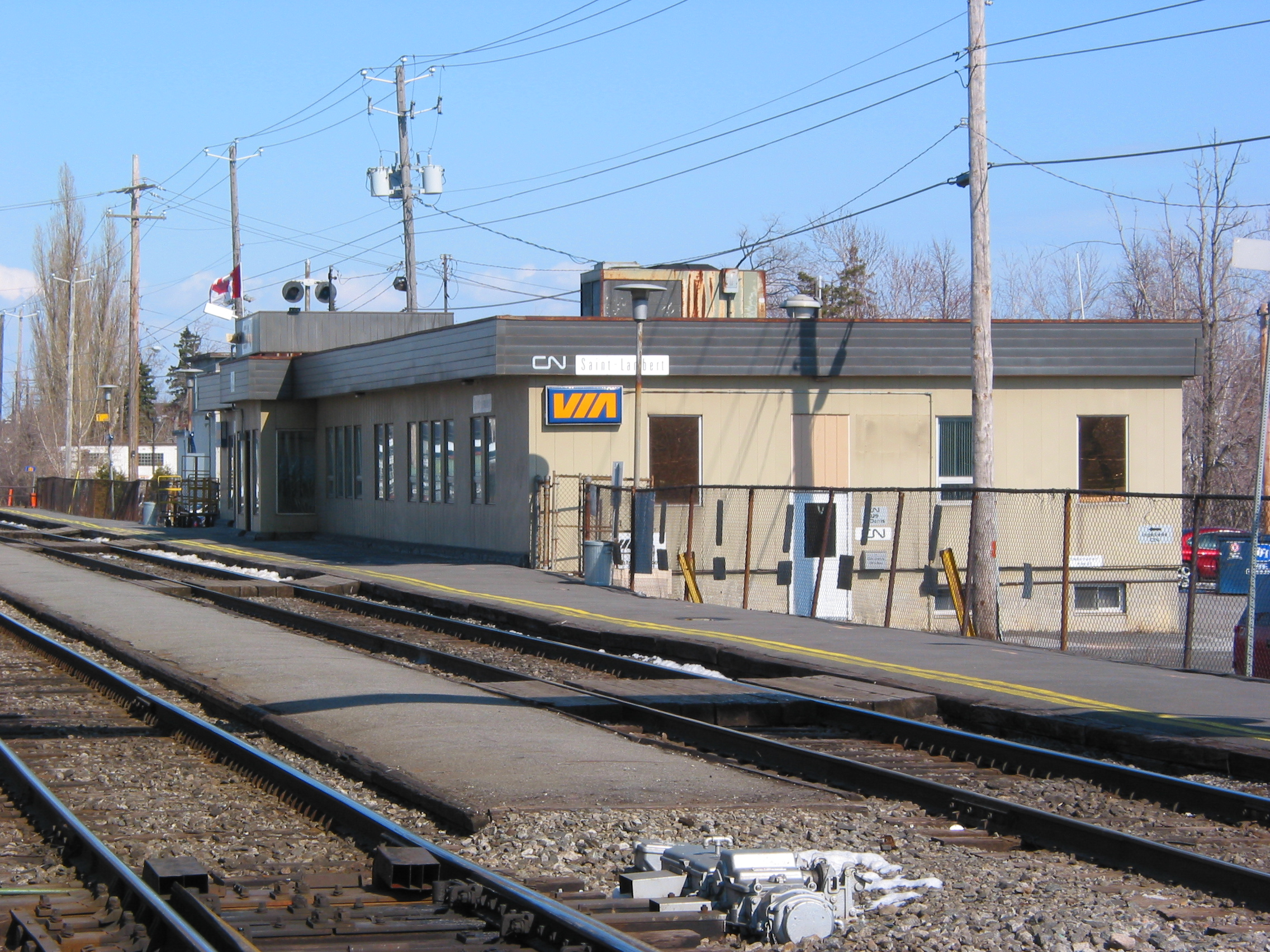
Bahnhof Saint-Lambert
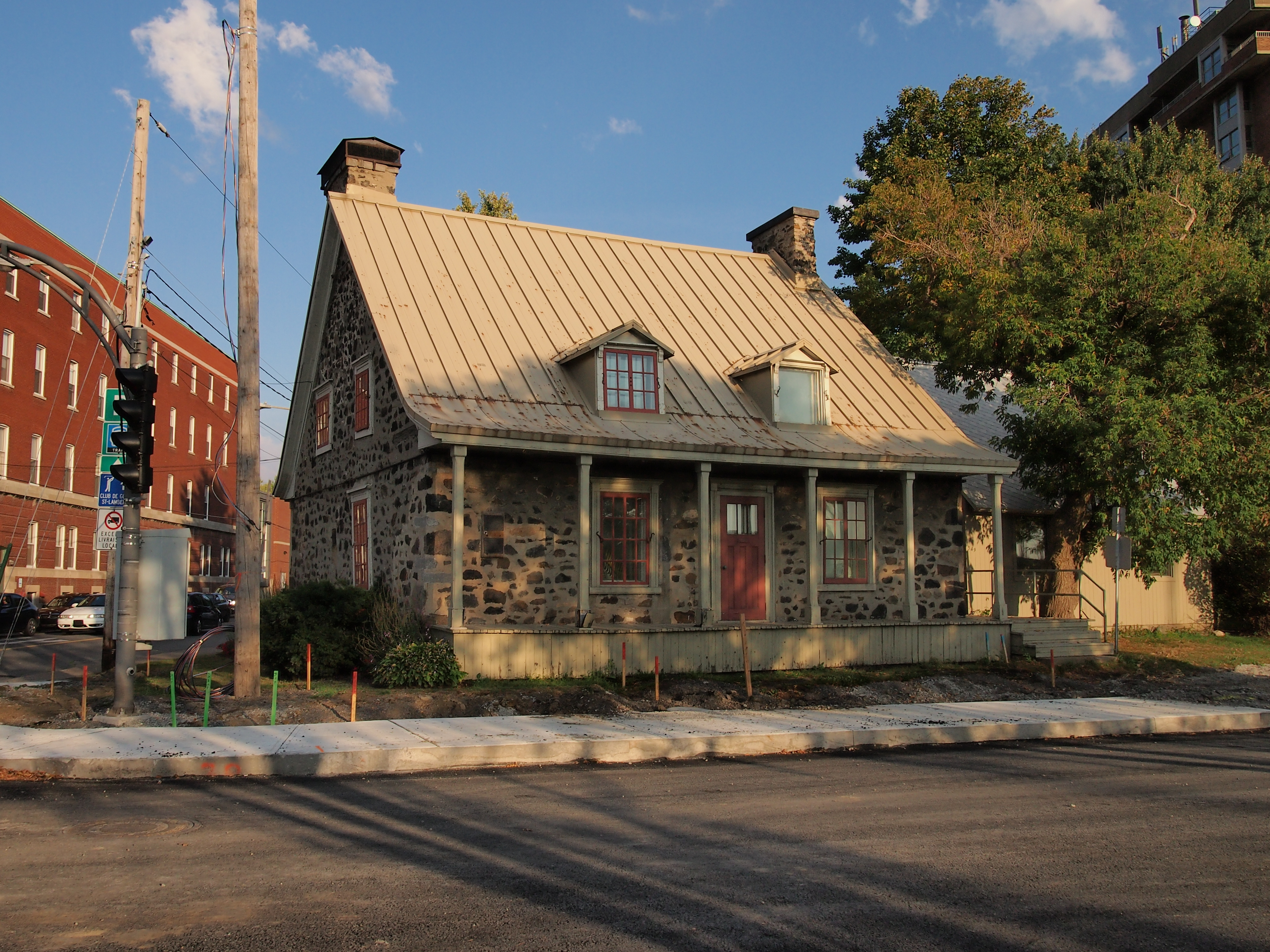
Maison Marsil
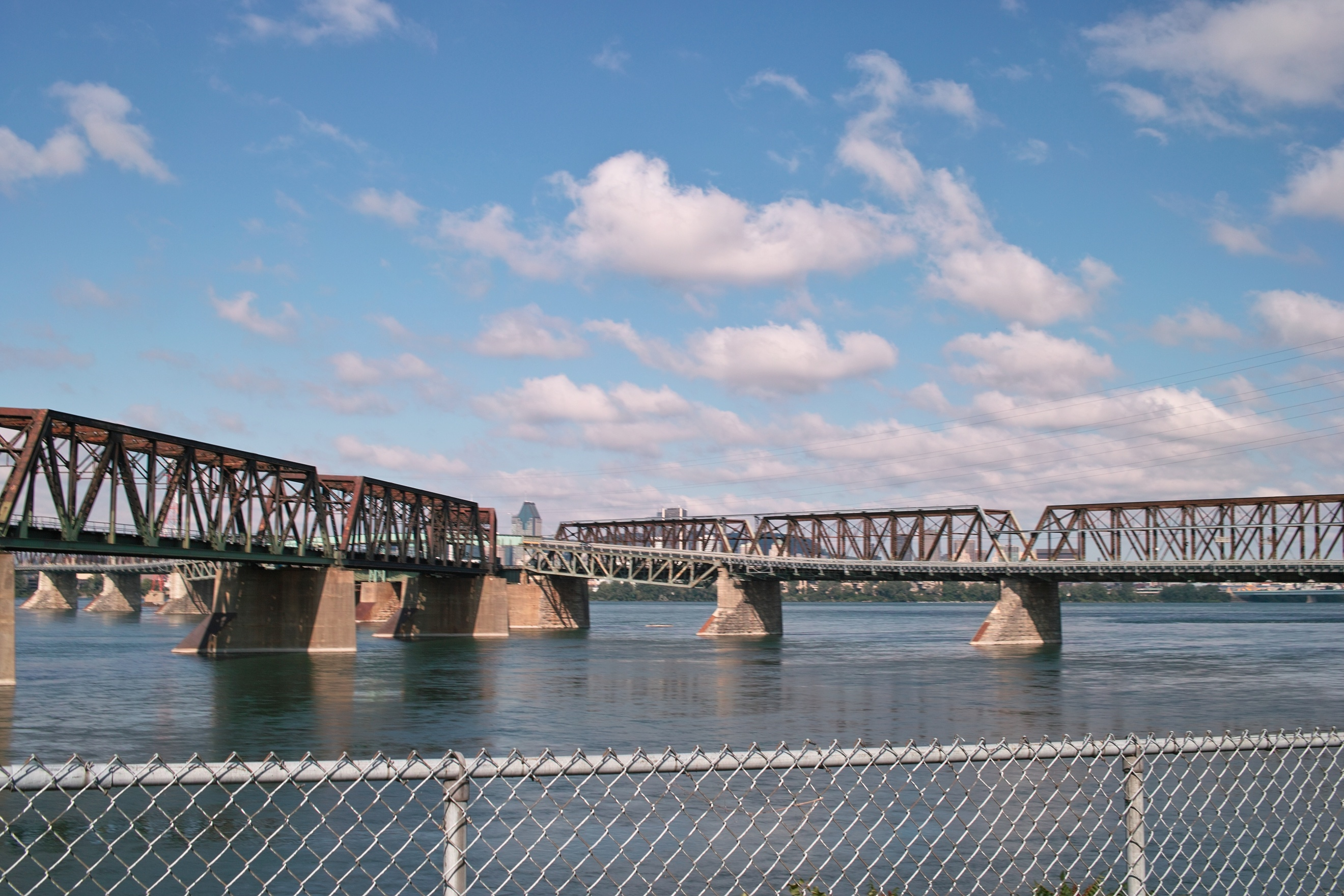
Pont Victoria